# 馬來西亞童軍總會
馬來西亞童軍總會為馬來西亞最大的青少年組織，且為世界童軍運動組織會員。

## 歷史

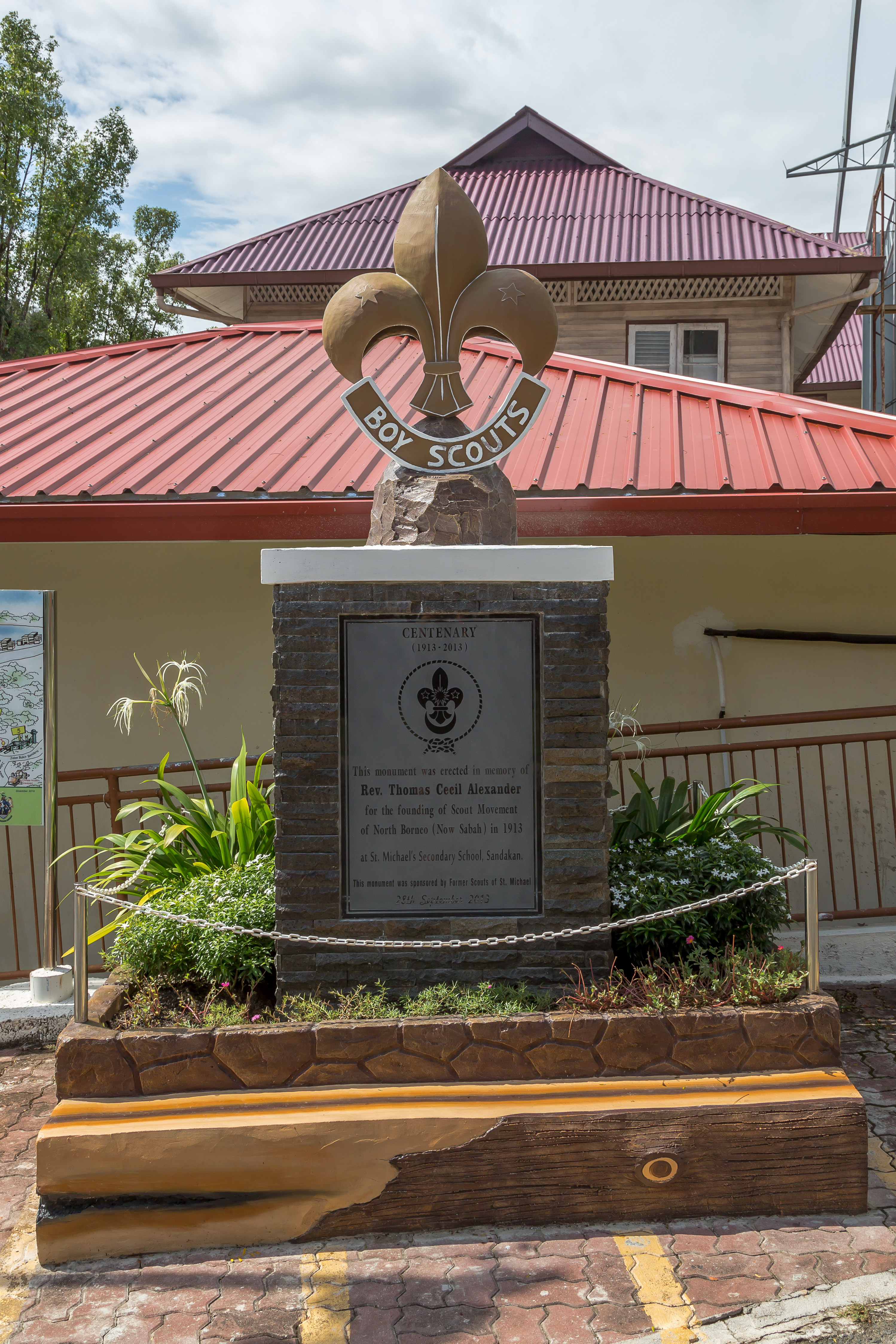
於沙巴山打根設立的「紀念托馬斯·塞西爾·亞歷山大牧師（Rev. Thomas Cecil Alexander）推動童軍運動百年紀念碑」。

馬來西亞的童軍運動起源於1908年的檳城，當時基督教青年會以實驗性質成立第一個童軍團，此後童軍運動擴散到了整個馬來西亞半島。
1908年，童軍運動已生根於馬來西亞，並於1934年邀請羅伯特·貝登堡與奧莉芙女士進行歷史性的拜訪，期間走遍了檳城、江沙、怡保與吉隆坡。
1957年8月31日馬來西亞獨立後，國際童軍總部在同年9月1日正式認可馬來西亞童軍主體為會員，成立馬來亞童軍總會聯盟（Federation of Malaya Boy Scouts Association），隨後正式建立馬來西亞童軍總會（Persekutuan Budak-Budak Pengakap Malaysia），並由國會於1968年通過《馬來西亞童軍總會（團體）第38號法案》，受國家監管。
而現在的名稱（Persekutuan Pengakap Malaysia）則是於1974年，由國會通過《馬來西亞童軍總會第143號法案》所定案。

## 童軍諾言
馬來西亞童軍總會的童軍諾言為：
|  | -{Bahawa dengan sesungguhnya, saya berjanji dan bersetia yang saya, dengan seberapa daya upaya saya, akan: - Taat kepada Tuhan, Raja dan Negara - Menolong orang pada setiap masa - Menurut Undang-Undang Pengakap}- 憑我的榮譽，我承諾我願盡力： - 對神、君主與我的國家盡本分； - 隨時隨地扶助他人； - 遵守童軍規律。 |

## 马来西亚童军总部

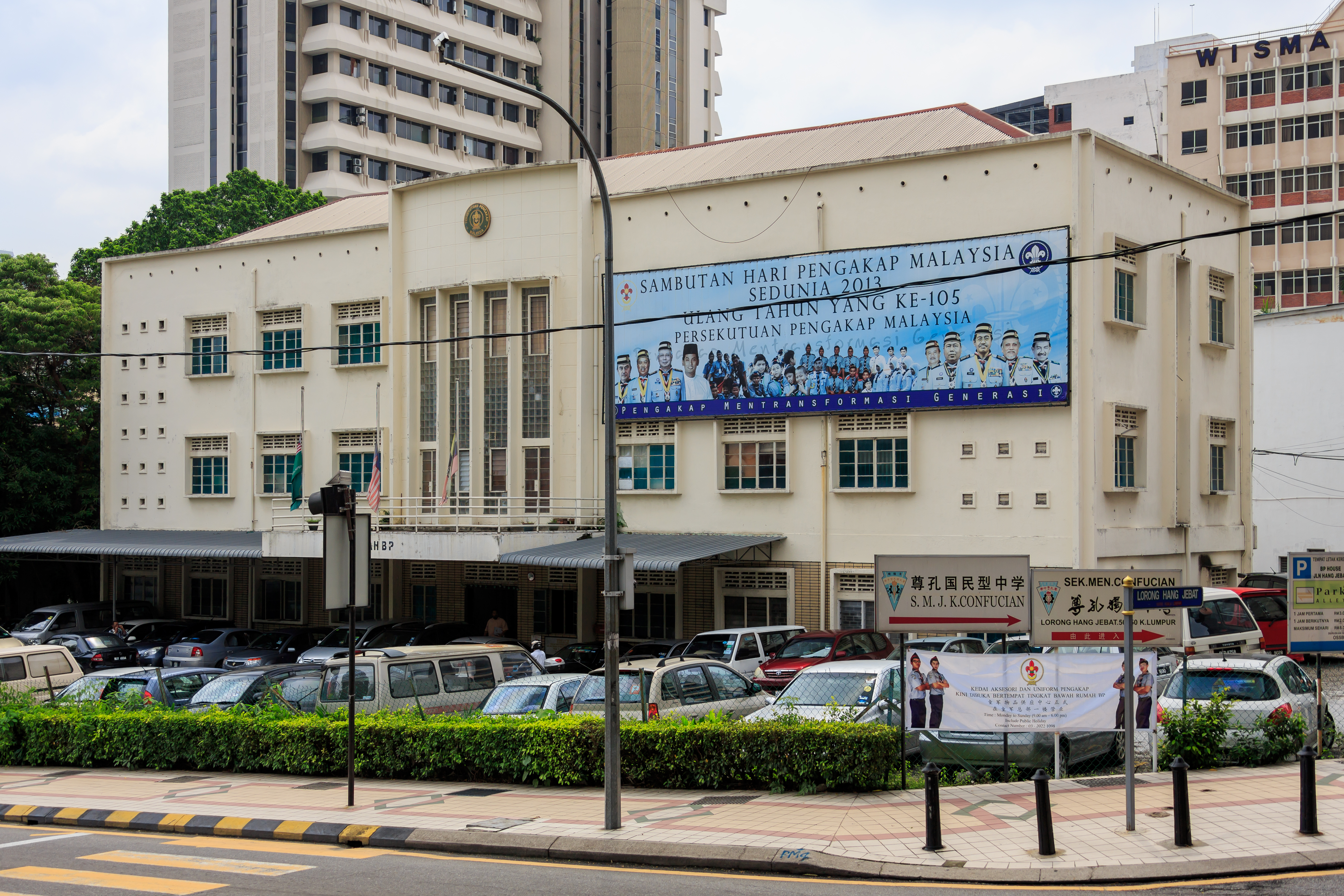
吉隆坡的贝登堡府是马来西亚童军的总部，就位于吉隆坡尊孔国民型华文中学附近。

马来西亚童军的总部名为贝登堡府（B-P House），位于吉隆坡汉惹拔路（前称德威伸路）的4号门牌。
本府于1954年5月16日创立，于1957年1月5日正式以贝登堡命名以纪念其100周岁和世界童军50周年。建筑共耗资150万令吉建造，花了3年时间完成，高4层楼。其在近几年进行翻新并在左翼设立了一个大礼堂，右翼则为一间博物馆，一个位于底楼的童军商店，行政办公室等位于1楼，上面两层为童军宿舍。其在2014年曾获选为世界童军总部。